# 天馬茶房
25°03′14″N 121°30′44″E / 25.053954°N 121.512233°E

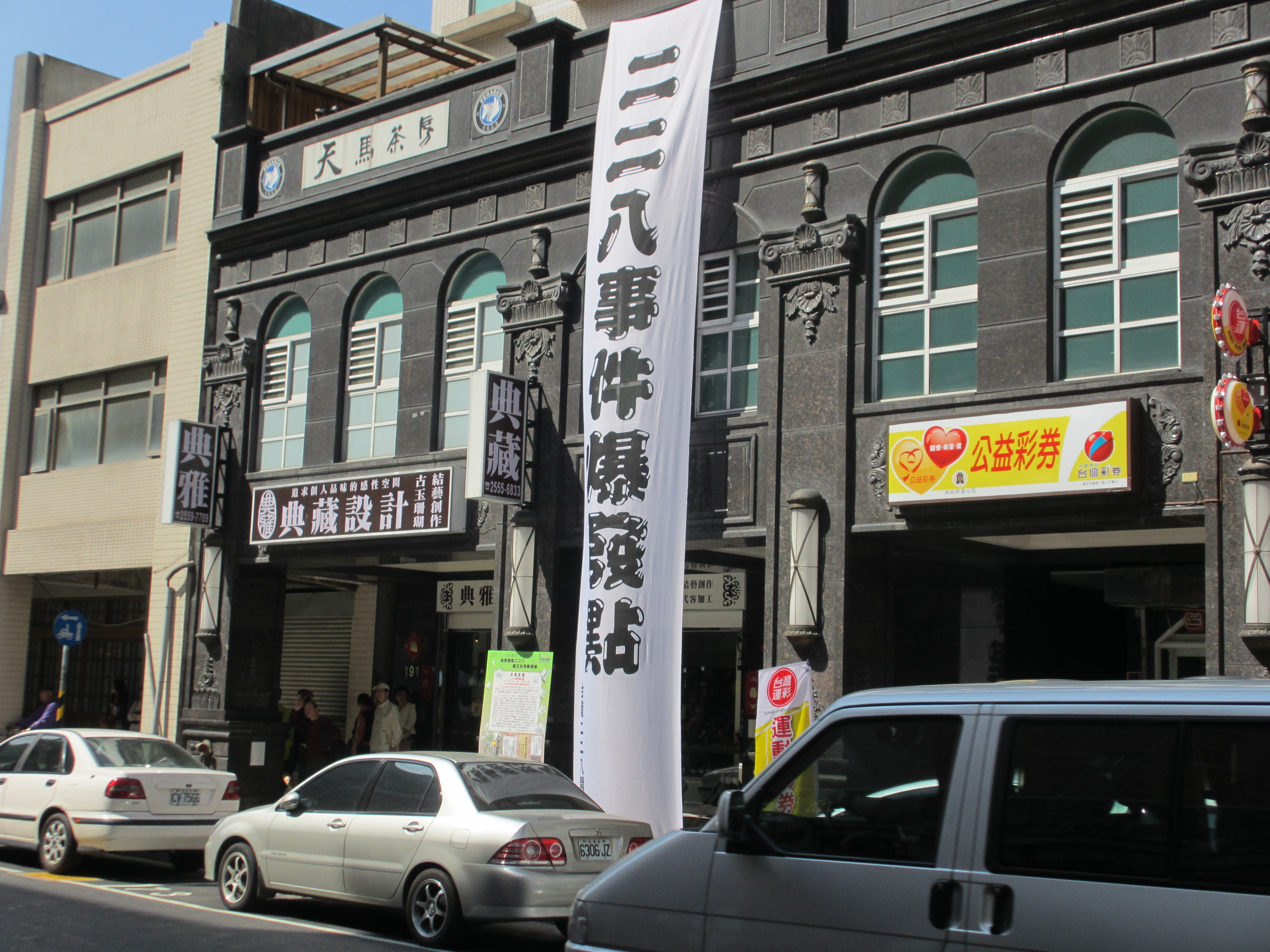
「二二八事件的原爆點」天馬茶房現址

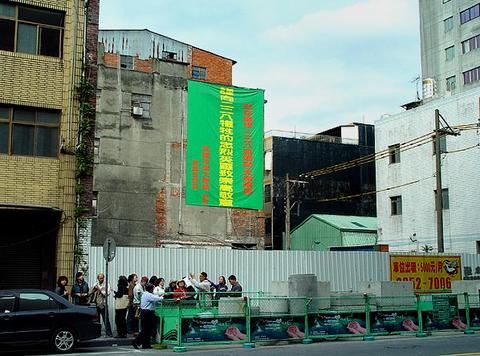
2005年底被拆除殆盡的天馬茶房舊址；空地上掛了條『向228英靈致敬』的布條。

天馬茶房，是一間由詹天馬（本名詹逢時）在1941年創立於臺北市大稻埕太平町的咖啡屋；當時，其所在地址為臺北市太平町三丁目一（今臺北市南京西路189號，臺北法主公廟對面）。1947年二二八事件的导火线緝菸血案發生於此。原建物於2005年底遭拆除並改建為大樓，後當地耆老與文史工作者於現址三樓重新開設天馬茶房，並於其內陳設史料及照片。

## 歷史
天馬茶房的創建者詹天馬為日治時期著名的電影辯士；當時，臺灣本土文人學士經常在天馬茶房群聚暢談。
二戰結束後，天馬茶房依然是臺北地區知識份子的重要活動場所。
1947年2月27日，臺灣省專賣局臺北分局六名查緝員查獲一名育有子女的40歲寡婦林江邁在天馬茶房門前販賣私菸，期間非法侵吞其除私菸外的完稅公菸及私人財物，並以槍托重擊女菸販頭部致其頭破血流、倒地昏迷，引發旁觀群眾的憤慨，竟胡亂開槍，造成民众一死一伤，為二二八事件的导火线。
1951年，中國青年黨發生天馬茶房事件，形成兩個黨中央。

## 周邊
- 臺北法主公廟

## 連結
维基共享资源上的相關多媒體資源：天馬茶房
- 1946年7月23日《民報》二版天馬茶房廣告（页面存档备份，存于）

## 延伸閱讀
- 莊永明. . 時報文化. 2012-09-07  [2016-12-07]. ISBN 9789571356501. （原始内容存档于2016-12-20） （中文（臺灣））.